# Kānt
Kānt är en ort i Indien.   Den ligger i distriktet Shāhjahānpur och delstaten Uttar Pradesh, i den norra delen av landet, 270 km öster om huvudstaden New Delhi. Kānt ligger 155 meter över havet och antalet invånare är 24 430.
Terrängen runt Kānt är mycket platt. Runt Kānt är det tätbefolkat, med 913 invånare per kvadratkilometer. Närmaste större samhälle är Shahjahanpur, 14,0 km nordost om Kānt. Trakten runt Kānt består till största delen av jordbruksmark.